# Scotty Nguyen
Thuan "Scotty" Nguyen (wiet. Thuận Nguyễn; ur. 28 października 1962 w Nha Trang) – profesjonalny pokerzysta mieszkający w Henderson w stanie Nevada. Znany jest pod pseudonimami The Train oraz The Prince of Poker.
Nguyen jest jednym z najbardziej aktywnych profesjonalnych pokerzystów na świecie, od 2000 do 2004 zakończył ponad 100 turniejów pokerowych na miejscach nagradzanych pieniężnie. W 1998 roku wygrał World Series of Poker (WSOP) a w 2008 zwyciężył w prestiżowym turnieju H.O.R.S.E. z wpisowym 50 tys. $ i posiada w sumie 5 bransoletek przyznawanych zwycięzcom WSOP.
Po kilku grach na finałowych stołach World Poker Tour (WPT), Nguyen ostatecznie wygrał WPT w styczniu 2006, pokonując Michaela Mizrachi w pojedynku heads-up (jeden na jednego) w 4. wydaniu Gold Strike World Poker Open, kiedy jego A♣Q♣ utworzyły kolor przeciwko A♠J♦ Mizrachiego w pierwszym rozdaniu rundy.
Do 2008 roku jego wygrane w turniejach pokerowych przekroczyły 9,700,000 dolarów.
Nguyen pojawił się również w Ultimate Blackjack Tour.